# Medaglia di benemerenza per il terremoto di Avezzano del 1915
La medaglia di benemerenza per il terremoto di Avezzano del 1915 fu istituita dal Governo italiano con il Decreto legislativo luogotenenziale n. 1339 del 1915 per premiare gli enti e le persone che, dal giorno del sisma (13 gennaio 1915) a tutto giugno 1915, avevano acquistato titolo di pubblica benemerenza prestando opera soccorritrice ai superstiti o concorrendo con cospicue elargizioni in loro favore: sia provvedendo ai servizi di salvataggio, sanitari o amministrativi, sia ai bisogni materiali o morali dei danneggiati.
Il riconoscimento consisteva in un diploma di benemerenza e della relativa medaglia d'oro, argento o bronzo; con il Decreto luogotenenziale n. 574 del 1916 fu aggiunto anche un attestato di menzione onorevole se il grado di merito non era tale da essere ricompensato con medaglia.

## Concessione
L'opera prestata dalle persone era accertata mediante attestazione:
- dei capi locali delle varie Amministrazioni dello Stato e dei capi dei vari corpi militari per quanto concerneva le persone appartenenti a tali Amministrazioni o corpi;
- del Comitato centrale dell'Associazione della Croce Rossa Italiana per le persone che avevano fatto parte delle squadre o dei comitati alle dipendenze dell'associazione stessa[4];
- del sindaco, col visto del prefetto della Provincia, per le persone componenti squadre o comitati di soccorso o anche per le persone che isolatamente avevano prestato opera soccorritrice[4].

Tali attestazioni dovevano essere presentate agli uffici competenti entro il termine del 30 ottobre 1915, prorogato al 31 dicembre dello stesso anno con Decreto luogotenenziale n. 1649 del 1915.
Il re conferiva la menzione onorevole o la medaglia con il relativo diploma, su proposta del ministro dell'interno, in seguito al parere di una Commissione composta da:
- un consigliere di Stato designato dal ministro dell'interno, che ne assumeva la presidenza;
- il direttore generale dell'Amministrazione civile;
- il direttore generale della sanità pubblica;
- il direttore generale della pubblica sicurezza;
- il direttore generale dei servizi speciali al Ministero dei lavori pubblici;
- un ufficiale generale designato dal ministro della guerra;
- il comandante del corpo dei vigili di Roma;

un funzionario del Ministero dell'interno disimpegnava l'ufficio di segreteria della Commissione.
Il Luogotenente Generale del Re poteva conferire la medaglia anche su semplice proposta del Ministro degli interni nel caso previsto dal Regio decreto n. 2706 del 1884: quando l'atto generoso era sufficientemente accertato, per le circostanze di tempo e di luogo nelle quali era stato compiuto e per la qualità delle persone che vi avevano assistito.

## Insegne
Le medaglie, coniate a spese dello Stato, venivano consegnate insieme al diploma agli enti ed alle persone decorate.
I nomi dei decorati erano pubblicati nella Gazzetta Ufficiale del Regno.

### Medaglia
La medaglia è d'oro, d'argento o di bronzo secondo il grado di merito, ha un diametro di 35 millimetri e reca:
sul rectol'effigie del re con la scritta intorno: «VITTORIO EMANUELE III», sotto il collo del re la firma dell'incisore "Motti";
sul versoal centro la leggenda «TERREMOTO 13 GENNAIO 1915» contornata da due rami di quercia legati in basso con un nastro, in basso la "Z" coronata, marchio della Regia Zecca.
Ne esistono altre versioni che differiscono per l'incisore, nel busto e nelle leggende, alcune prodotte da ditte private come la Stefano Johnson con sede a Baranzate (MI).

### Nastro
La medaglia andava portata appesa al lato sinistro del petto con un nastro di seta della larghezza complessiva di 36 millimetri, di colore rosso scarlatto con orli neri di 6 millimetri ciascuno.